# Brétigny-sur-Orge
Brétigny-sur-Orge es una comuna de Francia, situada en el departamento de Essonne y la región Isla de Francia.
Forma parte de la Communauté d'agglomération del Corazón de Essonne.

## Geografía
La localidad está comunicada por la estación de tren de Brétigny, que forma parte de la línea RER C.

## Demografía
| 700 | 725 | 789 | 792 | 808 | 729 | 830 | 829 | 868 | 943 | 1 015 | 1 093 | 983 | 1 065 | 1 180 | 1 160 | 1 134 | 1 251 | 1 329 | 1 438 | 2 205 | 2 640 | 3 076 | 3 300 | 3 673 | 4 759 | 6 830 | 12 688 | 19 572 | 18 662 | 19 671 | 21 650 | 22 837 |
| Para los censos de 1962 a 1999 la población legal corresponde a la población sin duplicidades (Fuente: INSEE [Consultar]) |     |     |     |     |     |     |     |     |     |       |       |     |       |       |       |       |       |       |       |       |       |       |       |       |       |       |        |        |        |        |        |        |

Gráfico de evolución de la población

## Monumentos
- Iglesia de Saint-Pierre : mencionada desde 1030, agrandada en los siglos XII y XIII, devastada por la guerra de los Cien Años, restaurada en los siglos XV y XVI. En ella se encontraban 250 sepulturas. Fue vendida como bien nacional a la Revolución y está clasificada como Monumento histórico desde 1977.
- El castillo de los señores de Brétigny fue construido a comienzos del siglo XVII. Abandonado hacia 1760, cuando sus ocupantes se trasladaron a Marolles-en-Hurepoix, fue destruido a comienzos del siglo XIX.

## Personas destacadas
- 1872 : Paul-Gabriel Chevrier, agricultor de Brétigny, descubre por azar un procedimiento de secado de la judía verde seca que le mantiene su color verde.

La cultura de esta legumbre se va a desarrollar, y Arpajon se convierte en el centro ; hoy día, aquí se desarrolla todavía una feria de judías y la chevrier se ha convertido en un nombre común.
- Paul Jullemier, cocinero francés.
- Lucien Clause vuelve a comprar un comercio de semillas en París en 1892. Preocupado de desarrollar sus actividades, se instala en Brétigny en 1899 cerca de la estación de tren, nudo de comunicaciones importante (el tren funciona desde 1843. La empresa va a tomar una amplitud extraordinaria y Clause será conocido mundialmente. La empresa declina a finales del siglo XX. Hoy en día, Clause es parte del grupo Limagrain.
- Jean de Boishue alcalde de Brétigny de 1984 a 2002, anteriormente secretario de estado de enseñanza superior.
- Benoît Hamon eurodiputado es también consejero municipal de la ciudad de Brétigny sur Orge.
- François Garrigues Nacido en Brétigny-sur-Orge. Joven pensador de laNé à Brétigny-sur-Orge. Jeûne penseur de la puce oculaire, un système permettant aux aveugles de voir une information visuelle floue, par des capteurs microscopiques.
- Philippe Camo, élu Conseiller régional d'Ile de France en 2004 est maire adjoint chargé de la Culture de la Ville de Brétigny sur orge.
- Bernard Decaux maire de Brétigny sur Orge.

## Tecnología
Brétigny-sur-Orge es conocida por ser la cuna de la aviación.
En la localidad se encuentra la base aérea 217 que tiene en su interior:
- El instituto de medicina aeroespacial del servicio de salud de las armas.
- El departamento de Météo-France.

En el pasado, la base aérea 217 ha alojado igualmente el Centro de Ensayos de vuelo (CEV), que era uno de los más importantes del mundo. Construido en 1938, utilizado por los alemanes durante la guerra, era utilizado para hacer test desde el punto de vista de materiales sofisticados. Esta tarea se realiza en estos momentos en la base aérea 125 de Istres.
El 15 de agosto de 1953, Jacqueline Auriol fue la primera mujer en traspasar la barrera del sonido con 1223 km/h a bordo de un Dassault MD 452 Mystère II. Hoy, ya no hay aviones en Brétigny ; la pista está inutilizada ya que aunque es larga, se encuentra en una zona urbanizada.

## Confusión posible
- Durante la guerra de los Cien Años, el 8 de mayo de 1360, franceses e ingleses negocian en Brétigny para hacer las paces, pero en este caso se trata de una aldea de Eure-et-Loir que forma parte de la comuna de Sours, cerca de Chartres.